# Евдокия Комнина
Евдокия Комнина (греч. Εὐδοκία Κομνηνή; около 1160, 1162 или не ранее 1160 и не позднее 1164, Византия — около 1203 или не ранее 1202) — родственница византийского императора Мануила I Комнина, супруга Гийома VIII де Монпелье и мать Марии де Монпелье, королевы Арагона.

## Биография
Происхождение Евдокии Комнины является предметом научного спора. Она не упоминается ни в одном современном ей византийском источнике, в то время как западные источники неоднозначно утверждают, что она была родственницей Мануила I Комнина. Учёные предполагают, что она была дочерью брата Мануила, севастократора Исаака Комнина, сына византийского императора Иоанна II Комнина; или его племянника, протосеваста Алексея Комнина, сын севастократора Андроника Комнина, тоже сын императора Иоанна.
В 1174 году Мануил отправил Евдокию Комнину в Прованс для обручения с принцем из королевской арагонской семьи. Согласно ненадежному рассказу трубадура, её предполагаемым мужем должен был стать их старший сын, Альфонсо II Целомудренный (который успел жениться на Санче Кастильской). Летописи города Пизы сообщают, что предполагаемым женихом должен был стать младший брат Альфонсо, Раймунд Беренгер III, граф Прованса. Предполагаемый союз должен был помешать распространению влияния императора Фридриха I Барбароссы. Однако император Фридрих помешал обручению и предложил в качестве подходящей альтернативы в мужья Евдокии Гийома VIII де Монпелье. Помолвка с Раймундом Беренгером III была разорвана не позднее 1179 года. Граф Раймонд умер в 1181 году в Монпелье.
По словам трубадура Пейре Видаля, молодой король предпочёл бедную кастильскую служанку золотому верблюду императора Мануила.
Евдокия сильно колебалась, но всё-таки вышла замуж за Гийома VIII де Монпелье в 1180 году, поставив условие (в этом должны поклясться все граждане Монпелье мужского пола), что их первенец, будь то мальчик или девочка, унаследует Монпелье от своего отца.
Современники (в том числе трубадуры Фолькет Марсельский и Гираут де Борнель) называли её императрицей и говорили, что она была дочерью императора Мануила. Это привело к некоторой путанице среди историков о её происхождении. Другие источники, такие как Гийом де Пюйорен, идентифицируют её просто как родственницу Мануила.
У Гийома VIII и Евдокии была одна дочь, Мария де Монпелье, родившаяся в 1182 году. В апреле 1187 года Гийом развёлся с супругой потому что, согласно «Виде» она поощряла ухаживания Фолькета Марсельского; и согласно документам (которые могут быть более надёжными) потому что он хотел наследника мужского пола. Евдокия после этого жила в монастыре Аниана и стал бенедиктинской монахиней. Она умерла приблизительно в 1203 году, незадолго до свадьбы своей дочери с королём Арагона Педро II.